# Ludwig Röhrscheid Verlag
Der Ludwig Röhrscheid Verlag war ein ursprünglich in Bonn ansässiger Verlag.

## Geschichte
Der Ludwig Röhrscheid Verlag wurde am 23. Januar 1818 gegründet und war in den 1940er Jahren Am Hof 28 in Bonn ansässig. Zum Geschäft gehörte eine Buchhandlung, ein Antiquariat, ein Kunsthandel, eine Eisenbahnbuchhandlung, ein Exporthandel und eine Leihbibliothek. Seit dem 1. Januar 1938 befand sich das Geschäft im Besitz von Walter Kramer und Emil Semmel.

## Provenienzforschung der Stadtbibliothek Hannover
In zwei seit 2017 vom Deutschen Zentrum für Kulturgutverluste geförderten Projekten (u. a. „Stadtbibliothek Hannover – eine wissenschaftliche Stadtbibliothek und ihre zweifelhaften Erwerbungen in der Zeit 1933 bis 1945“) sucht die Stadtbibliothek Hannover in ihren Beständen nach NS-Raubgut. Jenka Fuchs kommt mit Blick auf die 157 geprüften Zugänge aus Käufen vom Bonner Antiquariat Ludwig Röhrscheid auf 61 Bücher mit Spuren, „die auf einen NS-verfolgungsbedingten Entzug schließen lassen“, weshalb sie schlussfolgert: „Diese relativ hohe ‘Treffer’-Quote lässt vermuten, dass Röhrscheid in größerem Stil mit Raubgut gehandelt haben könnte.“